# Konstantin Kwasznin
Konstantin Kwasznin (ur. 27 gru. 1898?/8 stycznia 1899 w Moskwie, Imperium Rosyjskie; zm. 2 listopada 1982 w Moskwie, Rosyjska FSRR) – rosyjski piłkarz, grający na pozycji pomocnika, sędzia i trener piłkarski oraz hokeista.

## Kariera piłkarska
W 1913 rozpoczął karierę piłkarską w klubie RGO Moskwa. W 1922 został piłkarzem MKS Moskwa, który potem zmienił nazwę na Krasnaja Priesnia. W latach 1926–27 grał w grużynie „Piszczewiki”. Od 1928 do 1934 występował w rezerwach Dinama Moskwa.

## Kariera trenerska
Od 1928 do 1934 będąc piłkarzem pomagał trenować Dinamo Moskwa, a w 1934 stał na czele Dinama. W 1937 został mianowany na stanowisko głównego trenera Spartaka Moskwa, a od 1939 kierował Torpedo Moskwa. W 1941 prowadził Profsojuzy-II Moskwa, a w 1943 Zienit Moskwa. W 1944 powrócił do pracy w Spartaku Moskwa. W 1946 pracował jako trener w Piszczewiku Moskwa, ale potem powrócił do Spartaka. Wiosną 1949 kierował Chimikiem Oriechowo-Zujewo, a latem przeniósł się do Torpeda Moskwa. W latach 1952 prowadził Szachtar Stalino.

## Sukcesy i odznaczenia

### Sukcesy trenerskie
- mistrz ZSRR: 1936 (wiosna), 1938
- wicemistrz ZSRR: 1936 (jesień), 1937
- brązowy medalista Mistrzostw ZSRR: 1948
- zdobywca Pucharu ZSRR: 1938, 1949

### Zawodnik bandy
- mistrz ZSRR: 1933, 1935, 1936
- zdobywca Pucharu ZSRR: 1937
- mistrz Rosyjskiej FSRR: 1932, 1934